# والاس سوزا
والاس سوزا (بالبرتغالية: Walace Souza Silva‏) (4 أبريل 1995 البرازيل - ) هو لاعب كرة قدم برازيلي، شارك في كرة القدم في الألعاب الأولمبية الصيفية 2016.

## وصلات خارجية
والاس سوزا على موقع قاعدة بيانات كرة القدم.إي يو (الإنجليزية)
- والاس سوزا على موقع ليكيب (الفرنسية)
- والاس سوزا على موقع ناشيونال فوتبول تيمز (الإنجليزية)
- والاس سوزا على موقع Soccerway.com (الإنجليزية)
- والاس سوزا على موقع عالم كرة القدم.نت (الإنجليزية)
- والاس سوزا على موقع أوليمبيديا (الإنجليزية)
- والاس سوزا على موقع اللجنة الأولمبية البرازيلية (البرتغالية)
- والاس سوزا على موقع AS.com (الإسبانية)